# Gallardosaurus
Gallardosaurus là một chi thằn lằn cổ rắn, được Gasparini mô tả khoa học năm 2009.